# حركة المجاهدين
حركة المجاهدين (بالأردية: تحريک مجاہدین) هي جماعة إسلامية وتنظيم مسلح باكستاني ينشط في إقليم كشمير.

## نشأتها
تشكلت حركة المجاهدين عام 1997 وعرفت سابقا باسم حركة الأنصار، وهي جماعة إسلامية مسلحة موطنها الأصلي باكستان وتنشط بصفة أساسية ضد القوات الهندية في منطقة كشمير المتنازع عليها بين الهند وباكستان.
يتزعم الحركة فضل الرحمن خليل، وقد وقع فتوى في فبراير 1997 دعا فيها لمهاجمة المصالح الأميركية والغربية. وتدير الحركة معسكرات تدريب في شرق أفغانستان، وقد منيت بخسائر في صفوفها من جراء القصف الصاروخي الأميركي على معسكرات التدريب التابعة لأسامة بن لادن بمدينة خوست في أغسطس 1998، الأمر الذي جعل زعيم الحركة يصدر الفتوى السالفة الذكر للانتقام من الولايات المتحدة الأميركية.

## أعضاء الحركة
يقدر عدد أعضاء الحركة بعدة آلاف يتمركزون في الجزء الباكستاني من كشمير وباكستان، ومنطقتي دودا وجنوبي الجزء الهندي من كشمير، ومعظم أنصار الحركة من الكشميريين والباكستانيين إلى جانب بعض الأفغان والعرب الذين شاركوا في الحرب الأفغانية السوفياتية.

## سلاح الحركة
تتسلح الحركة بمدافع رشاشة خفيفة وثقيلة، وبنادق هجومية، وهاونات، ومتفجرات، وصواريخ خفيفة.

## أماكن الوجود
تتمركز الحركة في مظفر آباد عاصمة الجزء الباكستاني من كشمير، وتقوم بتدريب أنصارها في أفغانستان وباكستان. ولا يعرف على وجه التحديد من أين تأتي مصادر تمويل الحركة، وإن كانت بعض المصادر الغربية تشير إلى أن الحركة تتلقى دعمها المالي من تبرعات تأتيها من باكستان وكشمير والسعودية ودول الخليج الأخرى وبعض الدول الإسلامية. أما عن مصدر التمويل العسكري للحركة فهو غير معروف، وإن كان من المحتمل أن يكون سوق السلاح الباكستانية والأفغانية مصدرا مهما للحركة.